# ド田舎ちゃんねる5 〜こちら鈴音学園放送部〜
『ド田舎ちゃんねる5 〜こちら鈴音学園放送部〜』（どいなかちゃんねるふぁいぶ こちらすずのねがくえんほうそうぶ）は、2010年1月29日にはむはむソフトより発売された恋愛アドベンチャーゲームである。はむはむソフトの第3作目になる。2011年10月7日よりダウンロード販売が開始されている。

## あらすじ
過疎が進んでいる鈴音村に住む、主人公の新田啓介は何も変わり映えのしない村で退屈をしながらも幼馴染たちと平凡な毎日を送っていた。
そんなある日、幼馴染の鈴原惣太郎から地方テレビ局のプロデューサーをしている叔父より、ある依頼を受けたことを聞かされる。それは、鈴音村の紹介番組をやってみないかという依頼だったが、その放送時間はたった5分間。だが、何か大きなことをしたかった啓介は、この話に乗り気になり、幼馴染メンバー全員を巻き込んで番組作りに力を入れることになる。
彼らの作る番組が、過疎化が進む鈴音村にもたらす結果は果たして…。

## 登場キャラクター

### メインスタッフ
新田啓助（にった けいすけ）
声：なし
本作の主人公。鈴音学園に通う学生であり幼馴染メンバーのリーダー的存在。放送部の部長でもあり、今回のド田舎チャンネル5の企画に熱意を持って取り組んでおり、真面目に番組構成を考えている。担当は監督であり、現場指揮を取るのが彼の仕事となる。
基本的には適当な性格であり、その場の雰囲気を重視して行動を起こしている。だが、一つのことを決めたら一直線であり、一度没頭すると周りが見えなくなる。その時の行動力は高く、みんなを引っ張っていくため、周りからは軽口を叩かれることがあっても結構慕われている。顔に考えていることが出やすいためか、幼馴染メンバーだったら彼の考えていることは大体理解されている。
両親が街へ出稼ぎしているため、広い家で一人暮らし。家事スキルも身に着けており問題なく生活しているが、部活を離れると夜更かしなど生活がだらしなくなるため、美鈴から注意されている。自転車を持っており、號天号と名付けて休日に乗り回している。亡き祖父に育てられてきたせいかお爺ちゃん子であり、仏壇に挨拶することが日課となっているが、理由は挨拶をし忘れ過去何度も災厄に見舞われたことによる。仏壇に挨拶し忘れた日はテンションが大幅に下がり、いつ災厄に見舞われるかと注意深くなる。
惣太郎の暴走を止めなかったりと少々スケベな部分もあるが、積極的なセクハラ紛いな行動を起こすことはない。また、彼の周りの女性から好意を寄せられているが、告白される直前まで気づかないほど鈍感な部分もある。
神山美鈴（こうやま みすず）
声：民安ともえ
身長156cm 体重45kg スリーサイズ B81/W58/H82
啓助の幼馴染の一人。鈴音学園に通う学生であり、ツインテールで活発な女の子。放送部の部員でもあり司会を担当している。そのため、ド田舎チャンネル5ではメインキャスターとして活躍している。また、手芸が得意であることから、ド田舎チャンネル5で使用される特別な衣装の製作も彼女が担当している。また、彼女の普段着もお手製のものであり、ソーイングセットを持ち歩き啓助のボタンを縫ったりしている。
啓助との付き合いが長いためか友人感覚のように付き合っており、啓助を口やかましく説教をすることもあるが、なんだかんだで気遣いができる女の子でもある。外面がいいことや話をじっくり聞いてくれるため、村の年配の人たちに受けがよく、様々なところでサービスしてもらっている。基本的に周りの人間にツッコミを入れることが多く、幼馴染メンバーにツッコミを入れるのは彼女の役目になっているが、彼女自身ツッコミ役だと自覚はしてなかった。また、意外にも小心者であり、ノリでメインキャスターを務めているが、番組では終始緊張しながら務めている。
実家は鈴音神社であり、両親が出稼ぎに出ているため祖父との二人暮らし。鈴音神社では巫女のバイトをしており、巫女服で対応している。その巫女服はド田舎チャンネル5のメインキャスターとして登場する時にも使われている。なお、バイトの方は時給300円であることやお客が来ないことから、結構だらけながらやっている。
大和田幸（おおわだ さち）
声：佐々木あかり
身長173cm 体重57kg スリーサイズ B91/W61/H88
啓助の幼馴染の一人。鈴音学園に通う学生であり、啓助と同じくらいか少し高めの身長で黒髪の女の子。一人称はウチで、愛称はさっちゃん。放送部ではないが、お昼の放送によくリクエストをしており、ラジオネームは「夕暮れのひまわり」。今回のド田舎チャンネル5という企画で、脚本担当として啓助に誘われて参加する。どの企画もすべて彼女が考えた脚本であり、
性格は大人しめで内気で恥ずかしがり屋。純粋だが悪意のない発言で人にとどめを刺すことも多い。初対面の人間やテンションが高い相手と話すと軽くパニックになってしまう。また、自分のことをよく卑下しており、自分の体格のことを比較に出してオタオタすることもある。だが、発想力と想像力がすごく、一度話づくりに集中すると徹夜をしてまで頑張ったりと、話作りに対する姿勢に本気を見せている。また、啓助に色々な資料を渡されているが、エロ本なども含まれていて変な知識もある。
父親と二人暮らしで実家は農場を経営しており、よく手伝っているが、脚本の仕事も兼任するため忙しい毎日を送っている。だが、脚本はやりがいのある仕事だと頑張りを見せている。
水鏡蓮（みかがみ れん）
声：越智悠
身長155cm 体重45kg スリーサイズ B77/W55/H78
啓助の幼馴染の一人。鈴音学園に通う学生であり、常にMDプレイヤーとヘッドフォンを付けている女の子。一人称はボクで、愛称はレンもしくはレンレン。放送部の部員でもあり音楽を担当しており、ラジオネーム「テンペスト」として音楽のリクエストもしている。ド田舎チャンネル5でも音楽を担当している他に、音響なども担当している。
どんな音楽でも集中して自分の世界に入り込んでしまい、登校中に話しかけても無視してしまうことも多々ある。だが、話せば意外にノリが良く、毒舌で黒い発言も多い。だが、近所の子供たちと遊び相手になったりお姉さんっぽいところもある。女性に対してのセクハラ行為やセクハラ発言を嫌い、惣太郎や美鈴の祖父のことを激しく嫌っている。その際のセクハラへの制裁は彼女のツッコミであることが多い。また、女性として褒められると顔を赤らめるたりする一面もある。希美子程ではないが、自分のスレンダーな体格を気にしている。
父親は街で楽器屋を経営しており、母親は闘病中のため、鈴音村で一人暮らしをしている。音楽に対する思い入れが強く、将来はギタリストを目指している。音に対しては自分がこうと決めたことを安易に妥協を示さず、夜に山の中でギターの練習や音響の作業をおこなったり陰で努力を重ねている。
惣太郎を嫌っており、ときに容赦のない発言を放つものの、惣太郎の長所であるカメラの腕前だけは認めている。
エレナ＝ハドソン
声：奥川久美子
身長162cm 体重49kg スリーサイズ B88/W57/H89
半年前に鈴音学園に留学してきたイギリスの留学生。愛称はエレン、エリー。鈴音学園に来てから啓助たちの輪に加わり行動するようになる。今回のド田舎チャンネル5の企画ではCGで参加している。また、鈴音村の外部から来たこともあり、啓助たちにとって当たり前の光景でも彼女から見たら目新しい光景として見ているため、ド田舎チャンネル5での場所紹介企画で活躍している。
明るく大らかでハイテンションな人物。細かいことを気にせずフランクに付き合えばいいと考えており、幸がさん付けで自分のことを呼んでいることに注意している場面もある。偏った日本語で話し、変な日本語を使うこともある。鈴音村を散歩して色々見て回ることを楽しんでおり、登校が散歩になってしまい学園に遅刻することもある。
現在は美鈴の家の別邸で一人暮らし。ボロボロな家であるが、彼女はそこが気に入ったからという理由で借りている。また、メンバーの中で唯一パソコンを持っており、CGもそのパソコンで描いている。また、ネットもつながっている、ド田舎チャンネル5のページの開設後は、彼女がページのカスタマイズを行っている。
父親は街の美術館の館長を務めているノア。父親のことは好きであるが、ド田舎チャンネル5を批判しているノアに対しては強く反発をしている。また、惣太郎から愛しのエリーと言い寄られているが、本気にしていない。
笹野希美子（ささの きみこ）
声：あさり☆
身長143cm 体重38kg スリーサイズ B71/W53/H76
啓助の幼馴染の一人。鈴音村の村長の娘であり、幼馴染メンバーで唯一の年長者で教師。愛称はきみちゃんであり、自分の一人称としても使っている。元々は街で教員免許を取り、県庁所在地の学園へ赴任していたが、鈴音学園に補充要因が必要となり彼女が自主的に希望して戻ってきた。放送部の顧問であり、ド田舎チャンネル5では、自分が普段持ち歩いている腹話術人形の「はむ子」を使い、マスコットキャラクターとしてアニメ声で参加している。また、会計や帳簿なども担当している。
メンバーで年長者であるが、ノリは学生気分で子供っぽい。普段は公私を付けて教師らしく振る舞っているが、幼馴染メンバーの前では普段通りのノリになる。引率する立場であるが、緩んでいて一人でズッコケることもある。だが、妙に押しが強くちゃっかりしている部分もある。かつては年長者として幼馴染メンバーを引っ張ってきたが、月日が流れるにつれて自分の体格が成長しない中、他のメンバー全員が頭一つ分大きくなったことに対してショックを受けており、体格や身長に対して非常に気にしている。また、年上のためかギャグにもジェネレーションギャップがあることに悩みを持っている。
特技はどこからともなく対象にタライを落とすこと。原理は不明だが、室内室外問わず、どこからか出ている紐を引いて相手にタライを落とすことができる。このタライの対象は老若男女関係なく、彼女の怒りに任せてタライを落としている。
学園では朝の放送を村長と共に担当している。オヤツを食べることを楽しみにしており、ボーナスが出た時は百々町商店で「きみちゃんスペシャル」という駄菓子詰め合わせを頼んでいる。子供っぽい彼女であるが、啓助が思い悩むときも背中を押してくれたり、メンバーが間違った発言をしたときは厳しく叱ったりと、今でもお姉さんとしてみんなを見守っている。
鈴原惣太郎（すずはら そうたろう）
声：加古川高
啓助の幼馴染の一人。啓助の自称相棒であり、エロ関連以外のコンビネーションはいい。叔父からド田舎チャンネル5の企画を引き継ぎ、幼馴染メンバーに企画を持ち込んだ。ド田舎チャンネル5ではカメラを担当しており、女の子たちの映像をきれいに映している。
基本はハイテンションで行動力の高い人物。日々美を追い求め、被写体への愛を忘れず撮影することに命を懸けており、常日頃から女性を撮影している。だが、女子更衣室に堂々と潜入して撮影したり、セクハラ発言も多いため女性からは激しく嫌われている。だが、その被写体の美を活かすことにポリシーがあり、その被写体の魅力を引き出すことに常に気を使っている。周りからよくツッコまれているせいか体の頑丈さが取り柄であり、女性たちにボコボコにされても、すぐに復活する。

### 鈴音村の村人
神山門徒（こうやま もんと）
声：田村健一
鈴音神社の神主であり美鈴の祖父。若い女性の尻や胸を触るスケベな老人であり、その対象は孫の美鈴も含まれる。なお、鈴音村のスケベな男たちの元祖のような存在でもあり、惣太郎からご隠居と呼ばれている。横のつながりがあるためか、神社に客がいなくてもお布施に問題はなく、鈴音村の至る所に土地を持っている。また、長年村に住んでいるため、様々な伝承も知っており、その由来となった嘘もよく知っている。普段の生活態度はふざけているものの、村が変わることへの危惧を啓助に話したりと年の功を利かせて助言をすることもある。
大和田断（おおわだ だん）
声：田村健一
大和田農場の農場主であり幸の父親。ガタイのいい中年の男性。鈴音村で一番のヒマワリ畑の所有者でもあり、酪農の管理も行っている。豪快な性格をしており、細かいことを気にしない人物。行動ではあまり出さないが、門徒や惣太郎の悪巧みに乗っかるなどスケベ心はあり、惣太郎からは隊長と呼ばれている。幸には甘く、幸に怒られたときは落ち込んだりもしていた。かつては演歌歌手になりたいと思っていたらしく、今でも演歌を好んで聞いている。
こーた
声：奥川久美子
鈴音村に住む少年。蓮の家の近所に住んでおり、姉代わりに遊んでもらっている。みっちーと一緒に行動しており、みっちーにカッコいいところを見せようとしたり、みっちーにはスカートめくりを絶対にしなかったりと、好きな異性として意識している。よくはわかっていないが、惣太郎からスカートめくりを学んだりしている。最近始まったカソレンジャーのファン。
みっちー
声：宮葉ちょき
鈴音村に住む少女。蓮の家の近所に住んでおり、姉代わりに遊んでもらっている。こーたと一緒に行動しており、こーたの行動を誉めたりするが、こーたの行動に不自然さを感じるとツッコミを入れたりもする。
牛若丸（うしわかまる）
声：加古川高
大和田農場で飼われている牛。男らしく筋骨隆々だが人懐こい。背中に鶏のつくねを乗せて村の中を散歩をしている。
つくね
声：あさり☆
大和田農場で飼われている鶏。鳴き声が「つっくね～」であり、毎朝大きな鳴き声で鳴いている。牛若丸の背中に乗って行動しており、調子がいい時はドンドン卵を産み落としていく。
笹野秀夫（ささの ひでお）
鈴音村の村長であり希美子の父親。直接の登場はないが、毎朝の校内放送時に野太い声を披露している。

### 街の住人
鈴原無道（すずはら むどう）
声：加古川高
惣太郎の叔父。地方テレビ局のプロデューサーであり、ド田舎ちゃんねる5を担当をしている。元々は鈴音村の住人だったが、村の活性化のために街のテレビ局へ就職した。非常に腰が低い人物であるが、昔は啓助や惣太郎と同じように活発な人物だったらしい。酔った勢いとはいえ、啓助たちに企画を持ち込んだことを少し後悔しており、心配しながらもスポンサーに頭を下げるなどをして支えている。
ノア
声：田村健一
英国紳士風の出で立ちをした初老の男。街の美術館で館長を務めている人物であり、ド田舎ちゃんねる5のスポンサー。番組名を変えたド田舎ちゃんねる5を快く思っていなかったらしく、強く批判をしている。だが、啓助に語った批判はすべてまともな批判であり、彼の言葉が啓助の企画作りに影響を与えている。
ヒロインの一人であるエレナの父親であり、フルネームはノア＝ハドソン。エレナの前では公私混同をせずに厳しく接するが、エレナのことを大事に思っている。鈴音村のヒマワリ畑は亡き奥さんの好きだった風景でもあり、あまり鈴音村を変えないでほしいという気持ちも批判の中に含まれている。
甲斐
声：加古川高
ノアに付き従う黒服の男。ひょろっとした体格に出っ歯が特徴的な人物。チンピラ口調で柄が悪い人物ではあるが、困っている人間には手を貸したりする場面もある。
隼人
声：田村健一
ノアに付き従う黒服の男。図体のでかい大男。常に腹を空かせており、物事を深く考えない人物であるが、ノアの言葉には絶対服従をしている。

## 鈴音村
小分県にある啓介たちが住んでいる村。緑と土しかない自然豊かな村。悪く言えばド田舎になる。コンビニがないことはもちろんのこと、若い人間も出稼ぎなどでいなくなっており、高齢化が進んでいる。だが、村人に結束力があり、自給自足でも生活ができている。村長は笹野秀夫。架空の村ではあるが、公式ページも存在している。
鈴音学園（すずのねがくえん）
啓介たちが通う学園。瓦屋根で木造の古い校舎ではあるが、周辺の村では設備が整っている方である。
鈴音神社（すずのねじんじゃ）
ヒロインの一人である神山美鈴の実家。神主一人にバイトで美鈴が働いているだけだが、人があまり来ないため問題がなく対応できている。8月の第一週の日曜日に神楽祭という祭りが行われる。
大和田農園（おおわだのうえん）
ヒロインの一人である大和田幸の実家。一面に広がるヒマワリ畑があり、鈴音村でも一番の面積を持っている。また、農園だけではなく牛舎もあり、牛や鶏なども飼われている。
百々町商店（とどまちしょうてん）
この村で唯一売り買いができるお店。注文すれば時間もかかるが必ず手に入るということで村民もよく利用している。百々町の老婆一人が切り盛りしている。
鈴音駅（すずのねえき）
鈴音村から唯一街に出ることができる駅。無人ホームとなっており、1時間に1本だけ汽車が来るなど、交通の便が悪い
鈴音温泉（すずのねおんせん）
通称すずのねの湯。村に唯一ある温泉施設。塩化温泉で関節痛や筋肉痛に効果がある。本来は村の人達用だったが、ルートによっては一般公開することになる。
鈴音村公民館（すずのねむらこうみんかん）
この村に寄合の場所。体育館や図書館などの設備があり、この村で唯一自動販売機が置いてある。最近は財政難らしく入館料をとっている。

## ド田舎ちゃんねる5
5分間だけ放送される地方番組。元々は『鈴音村へようこそ』という番組だったが、啓介たちが関わるようになってからは『ド田舎ちゃんねる5』と名称を変更して番組をスタートさせた。主にパロディを含みながら鈴音村を紹介する番組となっている。メインキャスターは神山美鈴の『MISUZU』と笹野希美子のマスコット人形『ハム子』が担当する。
鈴音村へようこそ
元々放送していた番組。鈴音村に住む人間にインタビューするだけの番組。
スズノネ探検隊
神山美鈴が主体となる番組。巫女服を着た美鈴が、村の観光スポットを巡っていく内容になっている。番外編という枠組みで美鈴のお守りの作り方や、美鈴の一日なども放送されている。
ド田舎戦隊カソレンジャー
メンバー全員が主体となる番組。女性5人が戦隊服に身を包み、都怪人と名乗る村を過疎化させようとする謎の集団と戦い、村の税収を守る内容になっている。番組の途中で必ず村の観光スポットを紹介している。2話目以降は視聴者から届いた必殺技を使用している。全員参加の番組だが、効果音が重要になってくるため、水鏡蓮が積極的に動いている。
名探偵ハドソン
エレナ＝ハドソンが主体となる番組。イリア＝ハドソンと名乗る名探偵が、名探偵という立場で観光スポットの紹介をしながら謎を解決していく内容になっている。謎の解決に関しては滅茶苦茶な内容になっており、死体役は必ず鈴原惣太郎が担当している。
フラグへし折り男
大和田幸が構成から脚本まで主体となった番組。キャラクターはエレナの自作で背景を鈴音村の風景にしたアニメとなっている。主人公である旗本折三郎が女性とのフラグを折りながら話を進めていく内容になっており、いうなればこんな人間になるなという男の物語でもある。また、観光スポットの紹介も行っている。後にはむはむソフトから同名のゲームが発売されている。
はむ子姐さんのオシャレ工房
笹野希美子が主体となる番組。観光スポットの紹介後に、番組に寄せられた質問を『オシャレ』に回答していくコーナーになっている。CGで作成した等身大のハム子とバーテンダーである人形のはむ・すたーが話を進行していく。なお、希美子としては、自分の役目が声だけであることに不満を持っている。
3分30秒勇者 〜伝説のタライを求めて〜
笹野希美子が主体となる番組。1度だけ放送された希美子がメインで登場する内容になっている。勇者きみちゃんが魔王シリサワールを倒すことになっており、観光スポットの紹介はされていない。

## スタッフ
- メインキャラクターデザイン：池田淳
- 原画：池田淳、綾風柳晶
- シナリオ：Hatsu、下地和彦（ネタ監修）
- BGM：下地和彦
- グラフィック監修：みらくる★みきぽん
- 背景：札マンボウ

- 主題歌
  - オープニングテーマ『咆哮!ド田舎ちゃんねる5』
    - 歌：NAO 作詞：下地和彦 作曲：新井健史

  - エンディングテーマ『ゆうかげ』
    - 作詞・歌：NAO 作曲：新井健史

  - 挿入歌『共に歩もうハムの道』
    - 歌：あさり☆、加古川高 作詞・作曲：新井健史

  - 挿入歌『鈴音村のお天気』
    - 歌：あさり☆、加古川高 作詞・作曲：下地和彦

  - 挿入歌『耕せ!ド田舎戦隊カソレンジャー』
    - 作詞・作曲：下地和彦

## 関連作品
- サウンドチャンネル5[6]
  - ド田舎ちゃんねる5で使用された主題歌全曲を収録したサウンドトラック、およびダウンロードハム通総集編を詰め合わせたCD-ROM。サブタイトルにはむはむじーく! Vol.2が付いている。